# Primo Victoria
Primo Victoria drugi je studijski album švedskog power metal sastava Sabaton. Ovo je prvi Sabaton album kojeg je izdala izdavačka kuća Black Lodge. Album Primo Victoria govori o Drugom svjetskom ratu, a pjesma Primo Victoria o danu D.

## Popis pjesama
Glazba: Joakim Brodén.
| 1.    | »Primo Victoria«   | Brodén, Pär Sundström | 4:10 |
| 2.    | »Reign of Terror«  | Brodén, Sundström     | 3:51 |
| 3.    | »Panzer Battalion« | Brodén                | 5:09 |
| 4.    | »Wolfpack«         | Brodén                | 5:55 |
| 5.    | »Counterstrike«    | Brodén, Sundström     | 3:48 |
| 6.    | »Stalingrad«       | Brodén                | 5:18 |
| 7.    | »Into the Fire«    | Brodén, Sundström     | 3:25 |
| 8.    | »Purple Heart«     | Brodén, Sundström     | 5:07 |
| 9.    | »Metal Machine«    | Brodén                | 4:22 |
| 41:05 |                    |                       |      |

## Izvođači
- Joakim Brodén - vokali i klavijature
- Rickard Sundén - gitara i prateći vokali
- Oskar Montelius - gitara i prateći vokali
- Pär Sundström - bas-gitara
- Daniel Mullback - bubnjevi